# Gunnar Winkler (Footballspieler)
Gunnar Winkler (* 1974) ist ein ehemaliger deutscher Footballspieler.

## Laufbahn
Winkler, der zunächst bei den Wernigerode Mountain Tigers und dann den Magdeburg Virgin Guards spielte, kam 2003 zu den Braunschweig Lions. Mit den Niedersachsen wurde er 2003 und 2004 jeweils deutscher Vizemeister, 2003 gehörte er zur Mannschaft, die den Eurobowl gewann. 2005, 2006 und 2007 feierte er mit Braunschweig dann den deutschen Meistertitel. Nach Abschluss des Spieljahres 2007 verließ der Verteidigungsspieler Braunschweig.

### Nationalmannschaft
Mit der deutschen Nationalmannschaft gewann er 2005 die World Games und wurde in die Bestenauswahl des Turniers berufen. Im selben Jahr wurde er mit der Auswahl Zweiter der Europameisterschaft. Winkler nahm ebenfalls an der Weltmeisterschaft 2007 teil und erreichte dort mit der deutschen Mannschaft den Bronzerang.